# Meaucé
Meaucé ist eine französische Gemeinde mit 499 Einwohnern (Stand: 1. Januar 2022) im Département Eure-et-Loir in der Region Centre-Val de Loire; sie gehört zum Arrondissement Nogent-le-Rotrou und zum Kanton Nogent-le-Rotrou.

## Geographie
Meaucé liegt etwa 40 Kilometer westsüdwestlich von Chartres. An der nördlichen Gemeindegrenze verläuft das Flüsschen Livier. Umgeben wird Meaucé von den Nachbargemeinden Fontaine-Simon im Norden, Belhomert-Guéhouville im Nordosten und Osten, La Loupe im Osten und Südosten, Vaupillon im Süden, Bretoncelles im Südwesten sowie Le Pas-Saint-l’Homer im Westen und Nordwesten.

## Bevölkerungsentwicklung
| Jahr                       | 1962 | 1968 | 1975 | 1982 | 1990 | 1999 | 2006 | 2013 | 2020 |
| Einwohner                  | 292  | 313  | 321  | 401  | 585  | 526  | 518  | 535  | 507  |
| Quellen: Cassini und INSEE |      |      |      |      |      |      |      |      |      |

## Sehenswürdigkeiten

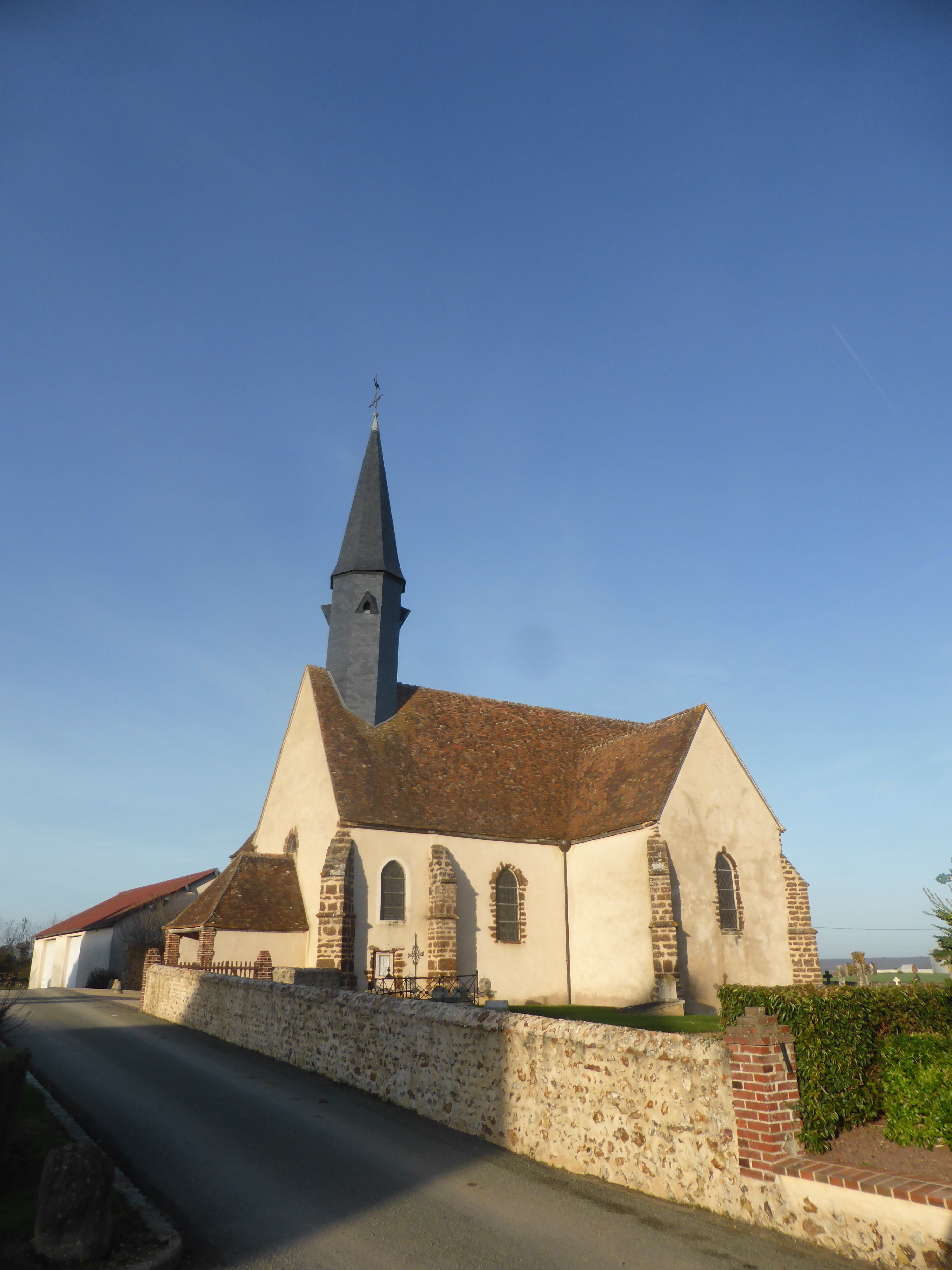
Kirche Saint-Léonard
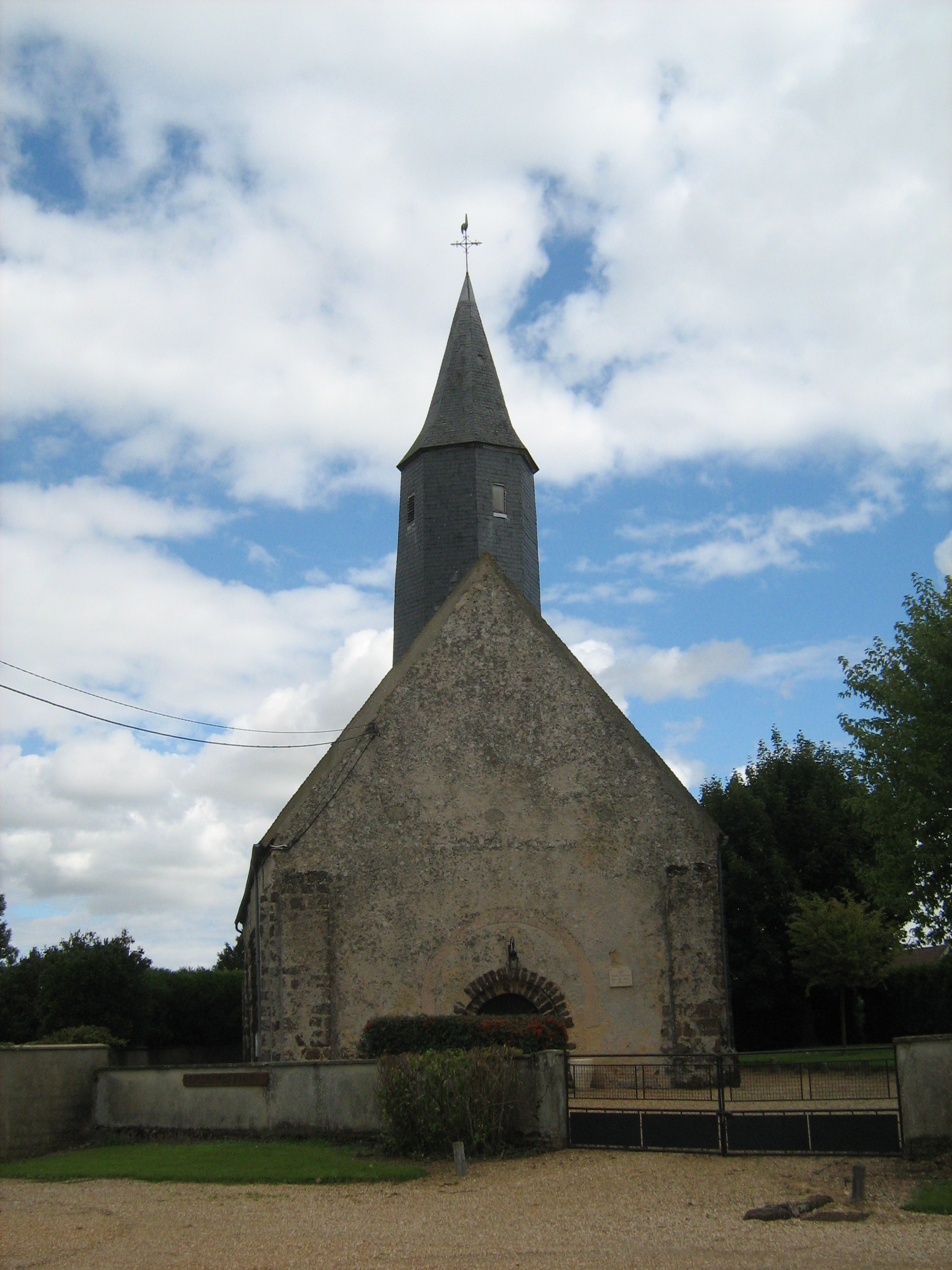
alte Kirche von Saint-Jean-des-Murgers, heute Gemeindesaal
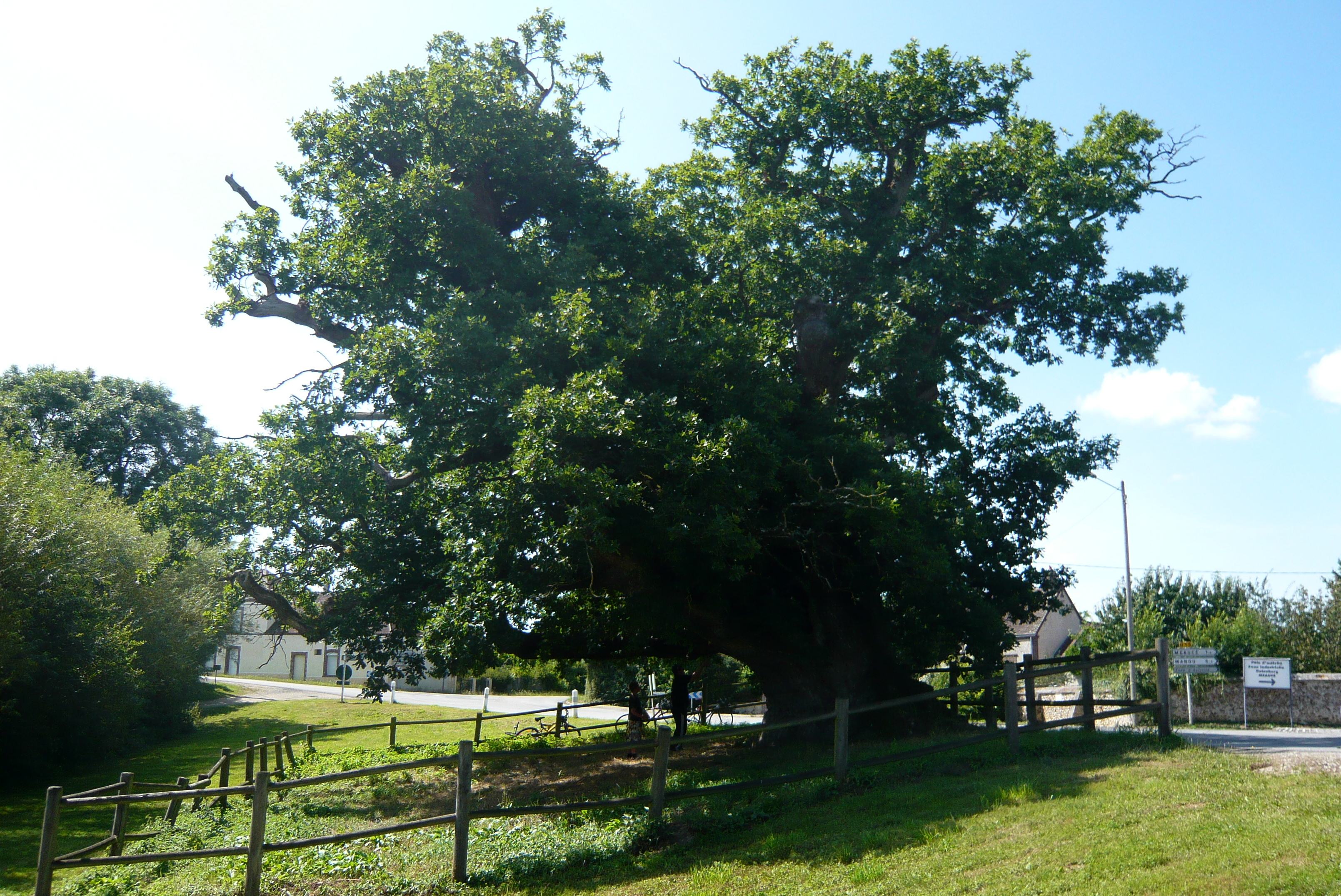
alte Eiche

- Kirche Saint-Léonard
- Alte Kirche von Saint-Jean-des-Murgers
- Alte Eiche „Le Gros Chêne“